# Havetoft
Havetoft település Németországban, Schleswig-Holstein tartományban. Lakosainak száma 926 fő (2023. december 31.).

## Népesség
A település népességének változása:
| Lakosok száma | 851  | 935  | 892  | 919  | 889  | 926  |
|               | 1975 | 2017 | 2019 | 2021 | 2022 | 2023 |